# Henri de Serret
Baron Henri-François-Charles de Serret, (Brugge, 4 juni 1838 - Sint-Michiels, 10 april 1915) was burgemeester van Sint-Michiels.

## Familie
De Serret behoorde tot een familie afkomstig uit Villers-le-Gambon (provincie Namen) die op het einde van de achttiende eeuw in Brugge was komen wonen.
Hij was de achterkleinzoon van de officier François-Joseph de Serret (1739-1797) en van de Brugse Marie-Jeanne Willaeys. François de Serret speelde een rol tijdens de revolutieperiode, als aanhanger van de Franse republiek.
Hij was de kleinzoon van François de Serret (Brugge, 1767 - Beernem, 1849) die in 1797 trouwde met Marie-Thérèse van Outryve (1778-1858). Deze François de Serret sloot zich, zoals zijn vader, bij de Franse republiek aan en was van 1800 tot 1803 burgemeester van Brugge. In 1813 werd hij in de empire-adel opgenomen met de persoonlijke titel van baron. Hij deed geen inspanningen om zijn adellijke status en titel onder het Verenigd Koninkrijk der Nederlanden te laten bevestigen. Hierdoor behoorden noch hij noch zijn kinderen tot de adel, ook al behoorden ze tot de notabelen van het Brugse en werd hen de barontitel vaak toegeschreven.
Jules de Serret (1805-1869), de vader van Henri, behoorde evenmin tot de adelstand, ook al werd hij vaak als 'baron' vermeld. Pas later verwierven twee van zijn zoons opnieuw erfelijke adeldom met een overdraagbare barontitel: Polydore-Amable de Serret (1834-1901) in 1871 en burgemeester Henri de Serret zelf, in 1905.
Henri de Serret trouwde in 1869 in Bergen met Hortense Veranneman de Watervliet (1846-1923) en ze hadden vier kinderen.
In 1880 bouwde hij het kasteel 'De Rode Poort', op de plek waar een kasteelhoeve stond.

## Burgemeester
In 1869 volgde hij zijn vader op als burgemeester van Sint-Michiels en bleef dit tot aan zijn dood in 1915, hetzij bijna een halve eeuw.
Hij was een actief bestuurslid van de Société du Tir aux pigeons St-Michel de Bruges.

## Eerbetoon
In de gemeente Sint-Michiels (die thans deel uitmaakt van Brugge), werd door het gemeentebestuur de naam van de vroegere burgemeester gegeven aan een nieuw aangelegde straat. De straatnaam luidt Baron de Serret en kan derhalve van toepassing zijn zowel op Jules als op Henri. Eigenlijk was de naam omwille van de vermelde barontitel niet toepasselijk op Jules, maar alleen op Henri. Daar werd geen punt van gemaakt.